# Taraxacum microcephalum
Taraxacum microcephalum là một loài thực vật có hoa trong họ Cúc. Loài này được Pomel miêu tả khoa học đầu tiên.